# Cheval chez les peuples celtes

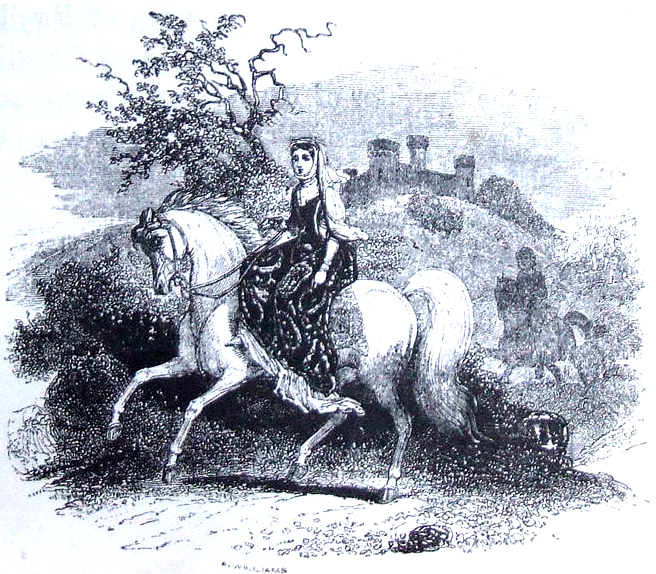
La déesse Rhiannon, illustration d'après les Mabinogion, 1877.

Le cheval chez les peuples celtes est primordial, ce qu'attestent aussi bien l'existence de récits mythologiques que les trouvailles archéologiques en relation avec l'animal, notamment celles de tombes et de tumulus.
Dans la mythologie celtique, le cheval est surtout associé à Epona, Rhiannon et Macha, trois déesses dont il est l'attribut. On le retrouve en compagnie des héros d'épopée tel Cuchulainn, et dans de nombreuses légendes postérieures que les mythes ont influencées. Symbole de noblesse, principalement utilisé pour la chasse et la guerre, il est surtout lié à l'eau comme en témoigne le récit d'Oisin ou la monture de Manannan Mac Lir, mais aussi au Soleil et à la Lune. Des trouvailles historiques attestent de son statut de psychopompe, de symbole de fécondité et d'animal chtonien durant les rites d'intronisation irlandais.

## Étymologie et terminologie
Les différentes langues celtiques connaissent une grande variété de noms pour désigner le cheval. Le gaulois Epos a donné les noms Epona, Eporedorix et Epopennus.

## Élevage et utilisation

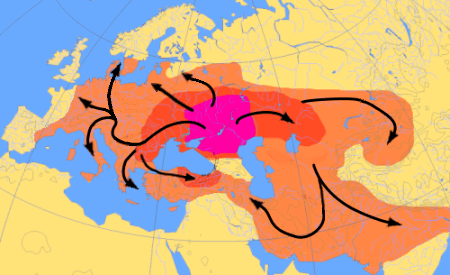
L'expansion des indo-européens, dont font partie les Celtes, est en relation avec l'utilisation du cheval.

Peu d'études ont été consacrées spécifiquement au sujet du cheval chez les peuples celtes, malgré l'importance indéniable de l'animal parmi cette civilisation. C'est en grande partie grâce à l'utilisation du cheval, domestiqué dans les steppes, que les peuples Indo-européens (dont font partie les Celtes) migrent sur de si vastes territoires. Le cheval permet le contrôle de grandes étendues et un déplacement rapide, entraînant une supériorité militaire. Ce qui explique pourquoi les puissants se font enterrer avec leur char et leur cheval, parfois sacrifié dans ce but. L'existence de très nombreux mythes et rituels équestres avant l'époque chrétienne, chez tous les peuples indo-européens, est une autre preuve de l'importance prise par cet animal et de son rôle dans l'Histoire.
D'après Yann Brekilien, la plupart des Celtes sont des peuples cavaliers, il ne faut pas s'étonner qu'ils aient accordé une telle importance à l'animal qui leur a permis de s'étendre sur les deux tiers du territoire européen[réf. à confirmer]. 
D'après les sculptures qu'ils ont laissées, les Pictes semblent avoir disposé de plusieurs types de poneys, y compris d'animaux de selle de très bonne qualité. L'Est du Pays de Galles est plus réputé pour son élevage chevalin que l'Ouest, en particulier autour de Powys où devait se trouver un excellent haras. Il existe cependant peu de preuves d'élevage, bien que l'on sache que les monastères ont joué un grand rôle.

## Cultes, consommation et sacrifices
Les nombreux restes de cultes celto-romains permettent d'avoir une appréciation de l'importance probable des cultes au cheval chez les différents peuples Celtes, cultes en relation avec la guerre, la fertilité et le soleil. Frazer rapporte un récit irlandais où, durant les feux de la Saint-Jean, les paysans sautent par-dessus les braises. Vient une construction en bois avec une tête de cheval, recouverte d'un drap blanc, qui saute par-dessus le feu et se lance à la poursuite des spectateurs. Ce cheval symbole d'abondance représente le bétail.

### Associations aux dieux
Dieux et déesses celtiques possèdent parfois leurs propres chevaux. Enbarr (« imagination », « écume de la mer » ou « crinière d'écume ») est la monture de Niamh, la femme de Manannan Mac Lir. Il peut traverser les océans et les terres sans toucher le sol ou l'eau. Enbarr est aussi le nom du cheval de Manannan Mac Lir.

#### Divinité solaire du cavalier à l'Anguipède
Selon Miranda Aldhouse-Green, plusieurs peuples celtes semblent avoir vénéré un dieu cavalier céleste symbolisant le soleil et le ciel. En Gaule et autour du Rhin, cette divinité conquiert la mort. Elle est fréquemment représentée à cheval. À Mouhet, une représentation de ce dieu cavalier montre le soleil à la place de la monture.
Sucellos est associé à la scène du cavalier à l'anguipède, représentant la victoire de la noblesse céleste sur la mort ténébreuse.

#### Les déesses-jument celtiques
Ainsi que le remarque Claude Sterckx, il existe trois déesses celtes possédant des attributs de protectrice des chevaux, ou se faisant associer à cet animal, qui les accompagne et influence leurs  mythologies respectives : la gauloise Épona, la galloise Rhiannon et l'irlandaise Macha. Épona est la plus connue de ces déesses : elle n'est jamais représenté sans un cheval à ses côtés et revêt de nombreuses fonctions, dont celle de déesse de la fertilité et celle de déesse psychopompe en raison d'attributs comme la clé. À l'origine, elle était sans doute la déesse dévolue à l'élevage du cheval.
Yann Brekilien remarque que Macha, Épona et Rhiannon combinent la fonction de déesse-mère avec celle de déesse-jument,. La course de Emain Macha contre les meilleurs chevaux du roi le jour de l’assemblée des Ulates est à l'origine de la malédiction frappant les hommes de l'Ulster à chaque fois qu'un danger les menace. La déesse Rhiannon est souvent associée au cheval, ainsi, selon le Mabinogi de Pwyll, ce dernier l'aperçoit lorsqu'elle monte un beau cheval blanc que nul ne peut rattraper bien qu'il avance au pas. Lorsqu'elle est faussement accusée d'avoir tué son fils, Pwyll la condamne à se faire chevaucher par les hôtes de son palais durant sept ans. Qualifiée de déesse-jument, son rôle était d'emporter les âmes au royaume des morts. Par ailleurs, en numismatique, elle est représentée sous la forme d'une jument à tête de femme.

### Sacrifices
Des preuves de sacrifice du cheval ont été retrouvées en de nombreuses régions de peuplement celte. Il semble que le recours au sacrifice ait permis de résoudre certaines situations de crise. Dans l'actuelle République tchèque, la grotte de Býčí skála a révélé le sacrifice de 2 chevaux parmi 40 femmes, sans doute tuées rituellement au VIe siècle av. J.-C. Une autre preuve archéologique de rituels sacrificiels équins élaborés a été retrouvée à Gournay-sur-Aronde dans l'Oise, et datée au IVe siècle av. J.-C. de manière générale, l'association assez fréquente des corps de chevaux sacrifiés avec des armes permet de pencher en faveur d'un rituel guerrier. Il est cependant impossible de retracer précisément les raisons de tels sacrifices. Il pourrait s'agir d'offrandes faites aux dieux, d'une manière d'honorer les animaux les plus proches des hommes, ou encore d'un rituel psychopompe visant à obtenir une monture pour le voyage dans l'Autre Monde.
Le sacrifice d'une jument fait partie intégrante des rites d'intronisation chez les rois irlandais. Il est attesté au XIIe siècle par Giraud de Barri. Le prétendant au trône s'unit à une jument blanche qui est sacrifiée et bouillie, sa viande est ensuite partagée dans un banquet. Le roi se baigne dans le chaudron où l'animal vient de bouillir. Il semblerait que ce rite et son accouplement rituel soient liés au mariage ourano-chthonien, où le futur roi céleste féconde la Terre représentée par la jument. Le bain dans le bouillon serait une régression utérine initiatique, dont le futur roi renaît investi de pouvoirs secrets, accédant ainsi à sa fonction[réf. à confirmer].

### Hippophagie
La question de l'hippophagie chez les peuples celtes reste controversée concernant les Gaulois. Ils sont longtemps considérés comme un peuple non hippophage, à la suite des travaux de Salomon Reinach qui évoque l'existence d'un tabou fort. Reinach affirme notamment que si Vercingétorix a renvoyé sa cavalerie avant d'être totalement encerclé par Jules César à Alésia, c'est qu'il ne lui est pas paru concevable d'utiliser les chevaux pour alimenter ses troupes. Toutefois, les découvertes archéologiques, par exemple à Acy-Romance, tendent à prouver que certains Gaulois consomment régulièrement la viande de cheval, tandis que d'autres la bannissent complètement. Attestée en Gaule belgique à la fin du premier âge du fer, l'hippophagie semble ordinaire en Gaule septentrionale, plus rare ou absente dans d'autres régions, souvent ritualisée et accompagnée de sacrifices de chevaux. L'important rôle militaire et rituel, du cheval explique qu'il soit considéré comme une monture avant d'être une source de nourriture. Sa consommation ne dépasse jamais 10 % de l'alimentation carnée des Gaulois. L'hippophagie gauloise semble par ailleurs décroître au fil du temps. Dans le sud de la Gaule, l'hippophagie est toujours liée à une situation de crise (guerre, famine…) qui affecte toute une région.
Les Gallois de l'Antiquité, eux aussi initialement hippophages, cessent peu à peu cette pratique au fil du temps. En Irlande, d'après un pénitentiel, l'hippophagie fait l'objet d'un interdit alimentaire : toute personne qui en consomme doit se soumettre à une pénitence de trois fois neuf jours sans conduire de véhicule.

## Littérature
De nombreux chevaux de guerre sont mentionnés dans les épopées celtiques, entre autres celle de Cuchulainn. Il semblerait qu'ils portent le plus souvent une robe alezane. Le cheval joue un rôle important dans la légende d'Oisín, puisqu'il monte un animal enchanté pour atteindre Tír na nÓg. Ce cheval marche sur les eaux et les vagues s'ouvrent puis se referment derrière lui, il est possible qu'il s'agisse donc d'Enbarr. Un autre cheval possédant vraisemblablement les mêmes facultés lui est prêté par sa femme lorsqu'il éprouve le désir de revoir son pays. Le mythe de Tir na nÓg est un élément principal du film irlandais Le Cheval venu de la mer.
Le nom de la jument du Roi Arthur dans les Mabinogion de Kuhlwch et Olwen est Llamrai (également Lamri ou Llamrei), en français « Lamrée », celle qui fait la courbette (en anglais moderne, the curverter). Elle est réputée pour avoir tué les ennemis de son maître à coups de sabots et par morsure. Elle devait être également très puissante. En effet, selon la légende de Culhwch and Olwen (XIe siècle), le Roi Arthur sauva quatre de ses compagnons blessés en les prenant sur le dos de Lamrée. 
Également selon la légende de Culhwch and Olwen (ou Kulhwch ac Olwen, XIe siècle), un autre cheval du Roi Arthur est Hengroen. Le nom serait dérivé du gallois (Welsh] hen groen, qui signifierait,  "hermaphrodite" (Kryptadia, Recueil de documents pour servir à l'étude des traditions populaires. 1883-1911, Volume Nr 2, Heilbronn)
La monture de Gauvain chez Chrétien de Troyes est Gringalet. 

### Le Rouge de Rosée
Dans la mythologie celtique irlandaise, le Rouge de Rosée appartient à Conall Cernach (ou Conall Cearnach, eq. gallois Corvil Bervach). Il s'agit d'un cheval à tête de chien très féroce, et si impressionnant que lorsque le cocher de Cúchulainn croit voir une nuée de corbeaux au-dessus de l'animal et des flocons de neige devant lui, Lugaid lui dit qu'il s'agit des mottes de terre soulevées par les sabots du cheval et de l'écume qu'il bave. Lors du combat entre Conall Cernach et Lugaid, le Rouge de Rosée, habitué à tuer ses ennemis durant les batailles grâce à sa tête de chien, déchire le flanc de son maître sur l'ordre de ce dernier, au point que les entrailles de Conall Cernach sortent de son ventre et s'étalent à ses pieds.

### Liath Macha et Dub Sainglend
Liath Macha (« le gris de Macha ») et Dub Sainglend (« le noir de Saingliu ») sont les deux chevaux qui tirent le char du héros Cúchulainn. Dotés d'une intelligence humaine, ils vengent leur maître après sa mort. 
D'après Bernard Sergent, qui a effectué un rapprochement entre la geste de Cúchulainn et celle d'Achille, ces deux chevaux de char sont directement issus des récits héroïques indo-européens, tout comme leurs pendants grecs Xanthe et Balios.

### Roi Marc'h
Le roi Marc'h, présent dans la mythologie et les textes postérieurs, est assimilé à un roi-cheval au rôle psychopompe. Selon Gaël Milin, les oreilles équines dont il est affublé selon le récit breton mettant en scène Morvac'h ne sont pas une marque de honte comme cela a longtemps été supposé, mais une preuve souveraine. Le récit posséderait donc un fond indo-européen très ancien ayant trait à la domestication et à la divinisation du cheval.

## Survivances dans le folklore et les contes populaires
La mythologie celtique influence le folklore en donnant des légendes et des contes mettant en scène des chevaux fabuleux. Ainsi, pour Juliette Wood, les chevaux des récits du folklore gallois (tels que les fairy horses dont parle Wirt Sikes dans British Goblins; Welsh Folk-Lore, Fairy Mythology, Legends, and Traditions en 1880) sont à relier directement aux anciens Celtes, grâce à une évidente continuité culturelle. 
Les chevaux maléfiques et démoniaques des « contes celtiques » sont de couleur blanche ou noire le plus souvent, et peuvent être le Diable ou une âme en peine, comme la Kelpie d'Écosse, le Ceffyl dŵr du pays de Galles, l'Alastyn sur l'île de Man ou encore le cheval Mallet en Vendée. La chasse sauvage est une autre forme de survivance de ces mythes, ainsi, le roi Arthur poursuit-il un gibier inaccessible à cheval.
D'après Yann Brekilien, le cheval est un personnage de conte récurrent, généralement dans le rôle du protecteur du héros doté de facultés magiques, comme dans Le Douzième Poulain[réf. à confirmer], Le Fils du fermier et le Bidet vert en Irlande, et Trente de Paris en Bretagne. Dans Domestique chez le Diable, le cheval est un hôte du royaume des morts. On trouve bien d'autres chevaux dans des contes tels que Les Quatorze Juments et Louizik en Bretagne. Dans La Gwrac'h de l'île du loch, l'héroîne Bellah Postic sauve Houarn Pogann en traversant la mer sur le dos d'un cheval mystique qui se change en oiseau.

### Morvarc'h
Morvarc’h, dans le légendaire breton, est un cheval fantastique capable de galoper sur les flots et sur terre sans laisser de traces. Il est décrit avec une robe noire et les conteurs rapportent qu’il expire des flammes par les naseaux quand il galope. Il apparaît principalement dans deux légendes : Gradlon et la ville d’Ys et le roi Marc’h de Cornouaille. Ce dernier tue sa monture par erreur en visant une biche blanche à l'arc, laquelle est protégée par Dahud. En représailles, elle fait pousser les oreilles et la crinière de Morvarc'h sur la tête de Marc'h.

### March Malaen
Le March Malaen est cité, dans le « folklore celtique », comme un cheval maléfique associé au Diable et à la sorcellerie, dont l'origine mythique ou historique demeure obscure. Au XVIIIe siècle, sa tradition était dite répandue chez les Gallois, à travers une expression populaire et la déesse gauloise Andarta. À partir de 1807, et de la publication des Triades galloises de Iolo Morganwg, le March Malaen devient selon lui une créature de la mythologie celtique galloise, et l'un des trois fléaux de « l'île de Bretagne ». Les auteurs du XIXe siècle, en pleine époque celtomane, firent des commentaires variés sur ce cheval en assurant que le 1er mai était redouté par les anciens Gallois comme jour de l'apparition du March Malaen. Il est absent de la plupart des publications récentes.

## Art et artefacts

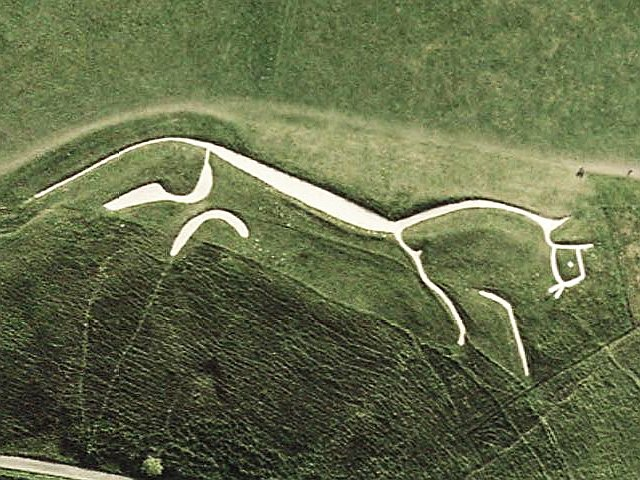
Le cheval blanc d'Uffington, géoglyphe probablement celte.

Le cheval est très présent dans l'imagerie celtique, du VIIe siècle av. J.-C. au Ier siècle. Ces représentations associent fréquemment l'animal à l'astre solaire. Ainsi, la frise de Kleinklein, dans l'actuelle Autriche, montre des chevaux dont la crinière irradie comme le soleil, avec également une représentation de cet astre. En numismatique, le cheval est fréquent sur beaucoup de pièces de monnaie celtiques qui l'associent au soleil et à la roue.
L'art picte offre de nombreuses représentations de chevaux, qui témoignent d'une volonté de représentation naturaliste. Le cheval blanc d'Uffington est, parmi les géoglyphes équins d'Angleterre, probablement le seul que l'on puisse rattacher à la civilisation celtique. Daté du bronze final, il offre une représentation schématique du cheval avec un corps allongé et des jambes disjointes, très proche de ce que l'on peut observer sur les pièces de monnaie celtiques.
Un trésor celtique retrouvé à Neuvy-en-Sullias contient un cheval votif en bronze haut d'un mètre, daté du IIe siècle, et accompagné d'une inscription dédiée au dieu « Rudiobus » : « c'est le cheval roux de l'Apocalypse, annonciateur de guerre et d'effusion de sang ». Cette divinité est inconnue par ailleurs. L'influence romaine est palpable pour cet artefact, qui servait vraisemblablement d'offrande au Dieu.

## Symbolique
Selon Miranda Jane Green, le symbolisme du cheval solaire domine dans l'espace celtique. Cette association est largement partagée dans le monde antique, puisqu'on retrouve un cheval solaire dans la mythologie nordique avec le char solaire de Trundholm, ainsi que des chars solaires en inde et en Perse. Ce symbolisme semble à relier au statut d'animal de prestige revêtu par le cheval, qui rejoint bien le symbolisme du soleil. Le cheval semble aussi symboliser la vigueur sexuelle. 
Yann Brekilien affirme que, contrairement aux peuples méditerranéens gréco-romains qui sacralisaient plutôt le taureau, les celtes ont fait du cheval l'animal noble et sacré par excellence, l'associant à la fierté du cavalier qui acquiert de nouvelles qualités en se hissant sur son dos. Il est également un psychopompe jouant le rôle d'animal funéraire, entre autres à travers Épona, mais aussi parce que le cheval de guerre meurt souvent aux côtés de son maître. Le cheval est associé à la chasse et à la guerre, mais il revêt le symbolisme de la course du soleil et de la protection lunaire. On le trouve également associé à l'eau, puisque Enbarr semble avoir été lui-même une personnification des vagues. Manannan Mac Lir était surnommé « le cavalier de la mer couverte d'écume », et les vagues nommées les « chevaux de Lyr ». Le cheval peut aussi se faire chtonien et annoncer la mort.
Jean Renaud met en avant un parallèle dans la symbolique chevaline chez les peuples celtes et les peuples scandinaves : dans la Laxdoela saga, écrite en Islande, le héros Kjartan (dont la grand-mère est irlandaise) refuse des chevaux blancs aux oreilles rousses. Or, dans la littérature celtique, il s'agit de la couleur des animaux venus de l'autre monde.
Cette image symbolique du cheval celte est exploitée dans le cadre de l'équithérapie. Un couple de psychothérapeutes pionniers postule, après un voyage en Écosse, que les peuples celtes ont très tôt fait appel à une vision spirituelle et mystique du cheval pour proposer un partenariat humain-animal permettant des guérisons par le biais de la psychologie.

#### Études
- (de) Marlene Baum, Das Pferd als Symbol : Zur kulturellen Bedeutung einer Symbiose, Francfort-sur-le-Main, Fischer, 1991
- (en) Sioned Davies et Nerys Ann Jones, The Horse in Celtic Culture : Medieval Welsh Perspectives, University of Wales Press, 1997, 190 p. (ISBN 0-7083-1414-7 et 9780708314142)
- (en) James George Frazer, The Golden Bough : A Study in Magic and Religion, New York, Touchstone, 1922, 444 p. (ISBN 0-684-82630-5, présentation en ligne)
- (en) Miranda Green, « Epona and the Horse-Deities », dans Animals in Celtic Life and Myth, Routledge, 2002, 304 p. (ISBN 1134665318 et 9781134665310)
- Philippe Jouët (préf. Venceslas Kruta), Dictionnaire de la mythologie et de la religion celtiques, Fouesnant, Yoran Embanner, 2012, 992 p. (ISBN 978-2-914855-92-1)
- Patrice Méniel, Les Gaulois et les animaux : élevage, repas et sacrifices, Errance, coll. « des Hespérides », 2001, 127 p. (ISBN 978-2-87772-201-8).
- (en) Standish O'Grady, History of Ireland : critical and philosophical, vol. 1, Sampson Low, 1881, 468 p. (lire en ligne), p. 110
- Jean-Paul Persigout, Dictionnaire de mythologie celte : dieux et héros, Éditions du Rocher, 1990, 2e éd., 319 p. (ISBN 978-0-7859-7879-4, présentation en ligne)
- Jean-Claude Polet, Patrimoine littéraire européen : Racines celtiques et germaniques, vol. 3 de Patrimoine littéraire européen, De Boeck Université, 1992, 818 p. (ISBN 978-2-8041-1527-2, lire en ligne)
- Jean Renaud, Les Vikings et les Celtes, Éditions Ouest-France, coll. « De mémoire d'homme: L'histoire », 1992, 277 p. (ISBN 978-2-7373-0901-4)
- Claude Sterckx, Éléments de cosmogonie celtique, Bruxelles, éditions de l’Université de Bruxelles, 1986, 444 p. (ISBN 978-2-8004-0900-9)

#### Articles
- Philippe Columeau, « Un traceur archéozoologique des périodes de crise : la consommation de viande de cheval en Gaule méditerranéenne protohistorique », Documents d'archéologie méridionale, vol. 29-30,‎ 2006, p. 183-196 (ISSN 0184-1068)
- Patrice Meniel, « Les chevaux découpés du village d'Acy-Romance et l'hippophagie en Gaule septentrionale », Anthropozoologica, Paris, Muséum national d'Histoire naturelle, Publications Scientifiques, no 20,‎ 1994, p. 55-68 (ISSN 0761-3032, présentation en ligne)

#### Ouvrages de vulgarisation ou para-scientifiques
- Yann Brekilien, La mythologie celtique, Éditions du Rocher, 2007, 444 p. (ISBN 978-2-268-06299-0)
- (en) Adele Von Rust McCormick et Thomas McCormick, Horses and the Mystical Path : The Celtic Way of Expanding the Human Soul, New World Library, 2010, 208 p. (ISBN 978-1-57731-739-5 et 1-57731-739-4, lire en ligne)

#### Recueils de contes
- (br) François-Marie Luzel, Kontadennou ar bobl e Breiz-Izel, A. Le Goaziou, 1939, 151 p. (présentation en ligne)
- Douglas Hyde et Georges Dottin, Contes gaéliques, Éditions du Rocher, 1996, 245 p. (ISBN 978-2-268-02099-0, présentation en ligne)